# Valkeajärvi (sjö i Ilomants, Norra Karelen)
Valkeajärvi är en sjö i kommunen Ilomants i landskapet Norra Karelen i Finland. Sjön ligger 157,4 meter över havet. Den är 8,6 meter djup. Arean är 1,55 kvadratkilometer och strandlinjen är 18,93 kilometer lång. Sjön  ingår i Vuoksens huvudavrinningsområde.   Den ligger omkring 74 kilometer öster om Joensuu och omkring 440 kilometer nordöst om Helsingfors. 
I sjön finns öarna Majasaari och Talassaari. 